# ياكوب ميخائيل راينهولد لينتس
ياكوب ميخائيل راينهولد لينتس (بالألمانية: Jakob Michael Reinhold Lenz) (ولد في 23 يناير 1751 في زيسفيجن في ليفلاند، وهي حاليا تقع في ليتوانيا، - ومات في 4 يونيو 1792 في موسكو) هو أحد أدباء فترة العاصفة والاندفاع.

## حياته
ولد لينتس في زيسفيجن التي تبعد عن مدينة ريغا 150 كم شرقاً، وكان أبوه كريستيان ديفيد لينتس قسيساً تقوياً. انتقلت العائلة وهو في سن التاسعة إلى دوربات حيث عمل الأب هناك قسيساً. نشرت أولى قصائده وهو ما زال في الخامسة عشرة من عمره. درس من عام 1768 حتى 1770 بمنحة دراسية علم اللاهوت في دوربات ثم في كونيجسبورج. وفي كونيجسبورج كان يحضر محاضرات إيمانويل كانت، وقرأ تحت تأثيره كتابات جان جاك روسو، واستغرق في ميوله الأدبية وأهمل علم اللاهوت. ونشر أول كتبه في عام 1769 وهو قصيدة طويلة بعنوان «العذاب الأرضي» Die Landplagen.
وفي عام 1771 قطع لينتس دراسته في كونيجسبورج وذهب ضد إرادة والده الذي قطع اتصاله بابنه لأجل ذلك، إلى شتراسبورج وعمل موظفاً لدي الأخوين فريدريش جيورج وإرنست نيكولاوس فون كلايست الذي كان كل منهما باروناً وضابطاً محامياً وقد اختارا الالتحاق بالخدمة العسكرية. وهناك كان على اتصال بيوهان دانييل زالتسمان والذي تكونت حوله دائرة من المثقفين والأدباء وكان على صلة بها يوهان فولفغانغ فون غوته، والذي كان مقيماً في تلك الفترة في شتراسبورج وكان على صلة أيضا بشتيلينج ولينتس. وقد أصبح غوته مثله الأدبي الأعلى وكان مفتوناً به وبأعماله الأدبية، وتعرف من خلاله على يوهان جوتفريد هردر ويوهان كاسبر لافاتر والذين كانا في منافسة معه. وفي العام التالي 1772 رافق سيديه إلى الحاميات العسكرية في لانداو وفورت لويس وفايسنبورج. وقد أحب فريدريكه بريون التي أحبها غوته من قبل، لكن مشاعره تلك ظلت من طرف واحد. وفي عام 1773 عاد لينتس إلى شتراسبورج واستأنف دراسته مرة أخرى. وترك العمل لدى الأخوين فون كلايست في عام 1774 وتفرغ للكتابة الحرة وكان يكتسب قوته بعمله مدرساً خصوصياً. وتطورت علاقته بغوته ليصبح صديقاً له، وقد قدمه غوته خلال زيارة في إميندنجن لأخته كورنيليا وزوجها يوهان جيورج شلوسر.
وفي أبريل 1776 رافق لينتس غوته إلى بلاط فايمار، حيث قدمه إلى المجتمع الراقي هناك. لكنه تصرف تصرفات غير لائقة أدت إلى إبعاده عن البلاط، وقطع غوته صلته به.
وذهب لينتس بعد ذلك إلى إميندنجن حيث استقبلته كورنيليا وزوجها شلوسر. ومن هناك قام بعدة رحلات إلى الإلزاس وكذلك إلى سويسرا، وزار في مايو 1777 لافاتر في زيورخ. وحين وصله خبر وفاة كورنيليا شلوسر في شهر مايو ترك في نفسه أثراً عميقاً، وعاد إلى إميندنجن. وبعد عدة زيارات طويلة لدي لافاتر، ذهب لينتس في نوفمبر إلى فينترتور لدى كريستوف كاوفمان. وأرسله كاوفمان في منتصف يناير 1778 إلى المصلح الاجتماعي القس يوهان فريدريش أوبرلين في فالدرسباخ في الإلزاس، حيث أقام من 20 يناير حتى 8 فبراير. وبرغم رعاية أوبرلين وزوجته للينتس فقد ساءت حالته الروحية. ثم عاد إلى شلوسر في إميندنجن، حيث نزل عند صانع أحذية وغاباتي.
وفي يونيو 1779 أحضره أخوه الأصغر كارل من هيرتنجن، حيث كان يعالج، إلى ريغا حيث كان والده قد رقي إلى مدير عام. لكن لينتس فشل في أن يحصل على وظيفة مدير لمدرسة الكاتدرائية. وكذلك لم يحقق نجاحاً في سانت بطرسبورج التي أقام بها من فبراير حتى سبتمبر 1780. فذهب بعد ذلك إلى دوربات حيث عمل مديراً لقصر في إحدى الضياع. وبعد إقامة أخرى في سانت بطرسبورج في العام التالي، ذهب لينتس في سبتمبر 1781 إلى موسكو، حيث نزل لدى المؤرخ فريدريش ميلر وتعلم الروسية. وعمل مدرساً منزلياً، واتصل بالكتاب الماسونيين الروس، وكانت لديه الكثير من الأفكار الإصلاحية، وترجم عدة كتب روسية حول التاريخ الروسي إلى اللغة الألمانية. وفي تلك الفترة ازدادت حالته النفسية سوءاً. لكنه في النهاية تخطى تلك الأزمة النفسية بمساعدة أحد المانحين الروس من أوساط الماسونيين. ألقى لينتس كلمة تذكارية في عام 1780 في ريغا في محفل Zum Schwert الماسوني، وكان في موسكو في الفترة المزدهرة للماسونية الروسية بقيادة نيكولاي إيفانوفيتش نوفيكوف 1781- 1792. وفي 30 أغسطس 1783 استقبل في محفل Sphinx الماسوني في موسكو، وانضم عضواً في 30 أكتوبر 1783 في محفل Drei Fahnen. وكان يساعد موظفي المحفل في الأعمال التي كانت بالغة الروسية، وكان هو موظفاً لدي المحفل فترة قصيرة في عام 1784.
وفي صباح الرابع من يونيو 1792 وجد لينتس ميتاً في إحدى شوارع موسكو. وبقي مكان قبره مجهولاً.
وتخليداً لذكراه أنشأت مدينة يينا جائزة ياكوب ميشائيل راينهولد لينتس للمسرح التي تمنح كل ثلاثة أعوام.

## لينتس كشخصية أدبية
تناول جيورج بوشنر زيارة لينتس للقس الإنجيلي يوهان فريدريش أوبرلين في شتاينتال، وخلق منها أقصوصة بعنوان «لينتس» Lenz. وكان لينتس قد زار أوبرلين بناء على نصيحة لصديقه كاوفمان، وقد اشتهر أوبرلين بأنه معالج روحي وطبيب نفسي. واستقى بوشنر قصته مما كتبه أوبرلين حول الأحداث التي دارت حول لينتس في تلك الفترة. كما شكلت تلك الزيارة مادة استخدمها فولفجانج ريمس فكتب أوبرا «ياكوب لينتس». وفي القرن العشرين تناول عدد من الأدباء حياة لينتس وصاغوها في شكل أدبي، منهم الأديب بيتر شنايدر في قصته «لينتس» عام 1973 وجيرت هوفمان في قصته «عودة لينتس الضائع إلى ريغا» عام 1981.
كما يجب ذكر رواية «جريمة قتل لجوته» التي نشرها في عام 1999 الكاتب هوجو شولتس والذي يلقي فيها مسؤولية موت لينتس على جوته. كما نشرت في العام 2002 رواية «قطعة الدومينو الحمراء» للكاتب مارك بول ويتناول فيها قصة نهاية علاقة الصداقة بين جوته ولينتس.

## من أعماله
- العذاب الأرضي (ملحمة شعرية 1769)
- مدرس القصر، أو فوائد التربية الخاصة (مسرحية كوميدية 1774)
- مينوتسا الجديدة (مسرحية 1774)
- ملاحظات حول المسرح (1774)
- الجنود (مسرحية كوميدية 1776، وقد كتب بيرنت أويس تسيمرمان أوبرا مستنداً إليها)
- الأصدقاء يصنعون الفيلسوف (مسرحية 1776)

## روابط خارجية
- ياكوب ميخائيل راينهولد لينتس على موقع IMDb (الإنجليزية)
- ياكوب ميخائيل راينهولد لينتس على موقع الموسوعة البريطانية (الإنجليزية)
- ياكوب ميخائيل راينهولد لينتس على موقع ميوزك برينز (الإنجليزية)
- ياكوب ميخائيل راينهولد لينتس على موقع إن إن دي بي (الإنجليزية)
- ياكوب ميخائيل راينهولد لينتس على موقع ديسكوغز (الإنجليزية)